# Iain Cook
Iain Cook (Glasgow, Escocia, 2 de noviembre de 1974) es un músico, compositor y productor escocés, miembro del trío de synthpop Chvrches.

## Biografía
Antes de la formación de Aereogramme, Cook, quien utilizaba el alias Johnny Dymes, fue miembro de Les Tinglies. En 1998, Cook fundó Aereogramme con Craig B., Campbell McNeil y Martin Scott. La banda lanzó su álbum de debut A Story in White en 2001, a través de la compañía discográfica Chemikal Underground. El segundo álbum de la banda, Sleep and Release (2003), estuvo seguido por Seclusion (2004). La banda lanzó su último álbum, My Heart Has a Wish That You Would Not Go, en 2007 y se separó en el mismo año, uniéndose junto al vocalista para crear un nuevo proyecto musical, The Unwinding Hours.

## Discografía
Con Aereogramme
- A Story in White (2001)
- Sleep and Release (2003)
- Seclusion (2004)
- My Heart Has a Wish That You Would Not Go (2007)

Con The Unwinding Hours
- The Unwinding Hours (2010)
- Afterlives (2012)

Con Chvrches
- The Bones of What You Believe (2013)
- Every Open Eye (2015)
- Love Is Dead (2018)
- Screen Violence (2021)